# Bettie Page
Bettie Mae Page [peɪd͡ʒ]IPA (22. dubna 1923 Nashville, Tennessee, USA – 11. prosince 2008 Los Angeles, Kalifornie, USA) byla americká modelka fotografických aktů a fetiše, která byla v 50. letech 20. století nazývána Královnou pin-up, avšak v 60. letech upadla v zapomnění. Od 80. let byla v různých subkulturách uctívána jako ikona pin-up a sexuální symbol. V 50. letech byla jednou z nejfotografovanějších žen, byla první známou modelkou bondage a fetiše, jednou z průkopnic sexuální revoluce. Stala se inspirací pro komiksové postavy, filmy a dala vzniknout neoburlesce. Zemřela v nemocnici roku 2008 ve věku 85 let po srdeční příhodě.
Po stažení do ústraní po roce 1957 trpěla depresemi, měla výkyvy nálad a strávila několik let ve státní psychiatrické nemocnici, byla postižena paranoidní schizofrenií. V roce 1959 konvertovala k evangelikalismu a pracovala pro amerického kazatele Billyho Grahama, studovala Bibli na vysokých školách v Los Angeles a Portlandu v Oregonu a po konverzi chtěla se stát misionářkou v Africe.

## Životopis

### Dětství a mládí
Bettie Page pocházela z chudých poměrů, byla druhým ze šesti dětí Waltera Roy Pagea (1896–1964) a Edny Mae Pirtlesové (1901–1986). V průběhu jejího dětství rodina cestovala po Spojených státech amerických při hledání práce a hospodářské stability. Když jí bylo osm let, rodiče se rozvedli a matka ji a její dvě sestry dala z finanční nouze dala do sirotčince. Bettie Page byla ve věku třinácti let otcem pohlavně zneužívána a musela se starat o mladší sourozence. Během dospívání Bettie Page spolu se sestrami navrhovala líčení a účesy, které imitovaly jejich idoly, a učila se šít. Obojí přišlo k užitku v její pozdější kariéře, sama si navrhovala líčení a účesy a sama šila bikiny a kostýmy. Na střední škole Hume-Fogg High School v Nashville patřila mezi dobré žáky a stala se členkou debatního kroužku, kde byla velmi dobře hodnocena.
Střední školu dokončila 4. června 1940 jako druhá nejlepší z ročníku a pokračovala ve studiu na George Peabody College Vanderbiltovy univerzity v Nashville s cílem stát se učitelkou. V dalším školním roce ale změnila obor a začala na univerzitě studovat herectví, chtěla se stát filmovou hvězdou. V té době nastoupila do prvního zaměstnání, pracovala jako písařka pro spisovatele Alfreda Lelanda Crabba. Studium ukončila v roce 1944, získala titul Bachelor of Arts.
V roce 1943 se vdala za přítele ze školy Billyho Neala, a to krátce před jeho odchodem do druhé světové války. O rok později se odstěhovala do San Franciska, kde poprvé byla modelkou místnímu kožešníkovi. V následujících letech se často stěhovala: ze San Franciska zpět do Nashvillu, odtud do Miami a poté do Port-au-Prince na Haiti, kde se zamilovala do lidí a kultury. Po návratu do Spojených států v roce 1947 se s Nealem rozvedla.

### Kariéra fotomodelky

#### Fotografické spolky
Na počátku padesátých let pracovala příležitostně v San Francisku a na Haiti. Při hledání hereckého angažmá se přestěhovala do New Yorku, kde se příležitostně živila jako sekretářka. Při procházce na pláži Coney Island potkala policistu Jerryho Tibbse, který se zajímal o fotografování. Bettie Page byla ochotná stát mu modelem a z Tibbsových fotografií vzešlo její první pin-up porfolio.
Ke konci 40. let vznikaly fotografické spolky, jejichž účelem bylo obejít tvrdé restriktivní zákony, které bránily fotografovaní aktů. Měly v nich vznikat umělecké fotografie aktů, ve skutečnosti ale sloužily jako zástěrka ke vzniku erotických a pornografických fotografií. Když Bettie Page stála modelem k fotografiím ve stylu glamour fotografovi Cassi Carrovi, byla již velmi známou modelkou fotografických spolků. Její živelný přístup k pózování před kamerou ji učinil oblíbenou a její obličej se stal v oboru erotiky známým. V roce 1951 byly její fotografie publikovány v časopisech pro muže Eyeful, Wink, Titter, Black Nylons a Beauty Parade.

#### Spolupráce s Irvingem Klawem
V této době se stala modelkou fotografa Irvinga Klawa, který zákazníkům poštou posílal fotografie s motivy sadismu, masochismu a bondage. Klaw také navrhl Bettie Page účes s ofinou, která se stala jejím poznávacím znamením a díky které byla v následujících desetiletích snadno rozpoznatelná. Zásluhou Irvinga Klawa vešla ve známost jako první modelka v oblasti bondage a fetiše filmem Bettie Page – The Dark Angel („Bettie Page – Temný anděl“). Irwing Klaw vyplnil mezeru na trhu fotografiemi, kde tématem byly dominy s bičem – fotografie s nimi nebyly ve veřejně prodávaných časopisech pro muže za éry prezidenta Eisenhowera dostupné. I přes tvrzení Irvinga Klawa, sloužící jen obchodním účelům, však neměla samotná Bettie Page zájem o BDSM. Zveřejněny byly například fotografie na téma femdom, na nichž pózovala se svojí sestrou spoutaná či v submisivních pózách, pod názvem Damsel in Distress („Slečna v nesnázích“).
Když Irvingem Klawem inspirovaní umělci jako John Willie a Gene Bilbrew již neprodukovali jednotlivé snímky, ale série fotografií vyprávějící příběhy, přešel Irving Klaw k produkci filmů. S Bettie Page a s dalšími hvězdami pin-up a burlesky, například s Lili St. Cyr a Tempest Storm, natočil filmy Striporama (1953), který režíroval Jerald Intrator, Varietease (1954) a Teaserama (1955), které už režíroval sám. Filmy měly velký význam pro šíření obliby striptýzu v prudérní poválečné Americe a ovlivnily mnohem více lidí než burleska v nočních klubech či vaudeville divadla. Bettie Page se stala díky Klawovi ikonou tzv. catfigthů, tedy ženských soubojů plných škrábání, kousání a tahání za vlasy. Vystupovala přibližně v padesáti filmech, kde mezi sebou zápasí ženy, a na stovkách fotografií se objevila v bojových pózách.

#### Off-Broadway
Během spolupráce s Herbertem Berghoffem v roce 1953 dostala Bettie Page několik rolí v off-broadwayských divadlech v New Yorku, objevila se například v představeních Time is a Thief a Sunday Costs Five Pesos. Několikrát rovněž vystupovala v televizi, mimo jiné v tehdy populární Jackie Gleason Show. I když dostala pozvání na castingy do Hollywoodu, neuspěla v nich kvůli svému silnému jižanskému přízvuku, kterého se nezbavila ani přes aktivní jazykový trénink. Nikdy nedostala větší roli v divadle či filmu mimo erotický žánr, a tak její hlavním působištěm zůstala pin-up fotografie.

#### Spolupráce s Bunny Yeagerovou
V roce 1954 se, během svých každoročních návštěv Miami, potkala s fotografy Janem Caldwellem, H. W. Hannauem a s Bunny Yeagerovou. Jako jedna z nejznámějších pin-up modelek v New Yorku ji bývalá modelka a tehdy začínající fotografka zajistila fotografování v dnes již uzavřeném safari parku Africa U.S.A. Park ve floridském městě Boca Raton. Výsledkem byla série fotografií Jungle-Queen („Královna džungle“), což jsou nejuznávanější fotografie její kariéry, mezi nimiž jsou také akty s párem gepardů. Kostýmy s levhartími vzory navrhla sama Bettie Page.
Bunnie Yeagerová poslala její fotografie zakladateli časopisu Playboy Hughu Hefnerovi a Bettie Page se v lednu 1955 stala dívkou měsíce, v časopise vyšla její série fotografií. Ve stejném roce získala titul „Miss Pinup Girl of the World“, a i když kariéra mnoha pin-up girls trvala jen několik měsíců, byla Bettie Page žádanou modelkou až do roku 1957. I když často pózovala nahá, neobjevila se nikdy ve scénách s pornografickým zaměřením.

### Odchod do ústraní
Na vrcholu své kariéry se v roce 1957 stáhla do ústraní. V té době s ní existovalo zhruba 20 tisíc fotografií, a byla na více titulních stranách časopisů než Marilyn Monroe a Cindy Crawford dohromady. Pro její odchod se udávají různé důvody. V rozhovorech, které poskytla v letech 1996 až 1999, udala, že se jí zdálo, že je příliš stará.
Po svém odchodu z veřejného života se Bettie Page sblížila s evangelikalickými skupinami, které chtěly znovu oživit křesťanství. Na Silvestra 1958, během jedné ze svých častých návštěv floridského Key Westu, se Bettie Page zúčastnila bohoslužby v místním kostele (dnešní baptistický kostel Key West Temple). Etnicky různorodá atmosféra bohoslužby se jí velmi zalíbila a začala je navštěvovat pravidelně. Po této konverzi zrušila veškeré spojení s předchozím životem.

### Léta po odchodu do ústraní
V následujících letech navštěvovala různé školy, v nichž studovala Bibli, mimo jiné Bible Institute of Los Angeles, Multnomah School of the Bible v Portlandu v Oregonu a náboženské středisko Bibletown v Boca Raton. V 60. letech chtěla pracovat jako křesťanská misionářka v Africe; ale protože byla rozvedená, byla odmítnuta. V roce 1963 se znovu usadila v Nashville, kde pracovala pro různé křesťanské organizace. Aby se mohla stát misionářkou, podruhé se vdala za svého prvního muže Billyho Neala, nicméně manželství bylo opět po krátké době rozvedeno. Kromě dalšího nevydařeného manželství s o dvanáct let mladším Armondem Waltersonem, které trvalo čtyři roky, a její práce v křesťanských organizacích nejsou do počátku 80. let o Bettie Page známy žádné veřejné informace.
V roce 1967 se vrátila na milovanou Floridu a vdala se za Harryho Leara, o pět let později se s ním však rozvedla. Na konci 70. let Floridu opustila a žila se svým bratrem v Los Angeles. Velmi se stranila veřejnosti a nebyla si vědoma kultu, který se okolo její osoby vytvořil v 80. letech. Nový zájem o její osobu vedl k tomu, že veřejnost začalo zajímat, co se s ní stalo po jejím odchodu do ústraní na konci 50. let. Ve vydání knihy Book of Lists v roce 1990 je zmiňována Bettie Page jako bývalá slavná osobnost, která zcela zmizela z veřejného života.
V roce 1993 poskytla telefonické interview Robinovi Leachovi z televizního pořadu Lifestyles of the Rich and Famous, ve kterém mu vyprávěla, že nemá ponětí o své popularitě, že je „chudá a není slavná“. V jiném interview na konci 90. let jasně řekla, že nedovolila zveřejňování svých aktuálních fotografií a nahrávek. V roce 1998 na krátkou dobu změnila názor a dovolila časopisu Playboy zveřejnit svou fotku v srpnovém vydání. Poté například odmítla deník Los Angeles Times pro článek s názvem A Golden Age for a Pinup („Zlatá éra pin-up“) svůj souhlas se zveřejněním své aktuální fotografie. Řekla, že si přeje, aby si lidé uchovali vzpomínku na to, jak vypadala v mládí.
V roce 1993 Bettie Page uzavřela smlouvu s agentem Jamesem Swansonen z Chicaga o zastupování. Když byla bez jakýkoliv prostředků a neobdržela žádné peníze za licence a tantiémy, propustila ho po třech letech a nechala se zastupovat společností Curtis Management Group, která v té době zastupovala i Jamese Deana a Marilyn Monroe. Touto smlouvou o využití jejích práv získala finanční nezávislost.
Nezodpovězená otázka o letech po její kariéře byly částečně vyjasněna v roce 1996 s vydáním její oficiální biografie Bettie Page: The Life of a Pin-Up Legend („Bettie Page: Život legendy pin-up“). Popisuje ji jako přímého člověka, která v životě čelila odporu, a čelila mu se vztyčenou hlavou, vždy se dívala pouze dopředu a nikdy se nevzdávala.
V roce 1996 také umožnila reportéru Timu Estilozovi exklusivní rozhovor v ranní show televize NBC Real Life, kde hovořila o vydání své biografie. Ukazovala fotky ze své soukromé sbírky, vyprávěla o své kariéře a anekdoty ze svého soukromého života; na její žádost ale nebyla její tvář během rozhovoru ukázána. Rozhovor byl ve veřejné televizi odvysílán pouze jednou, ale je k zhlédnutí na YouTube pod názvem REAL Bettie Page TV Interview – Her Life In Her OWN Words.

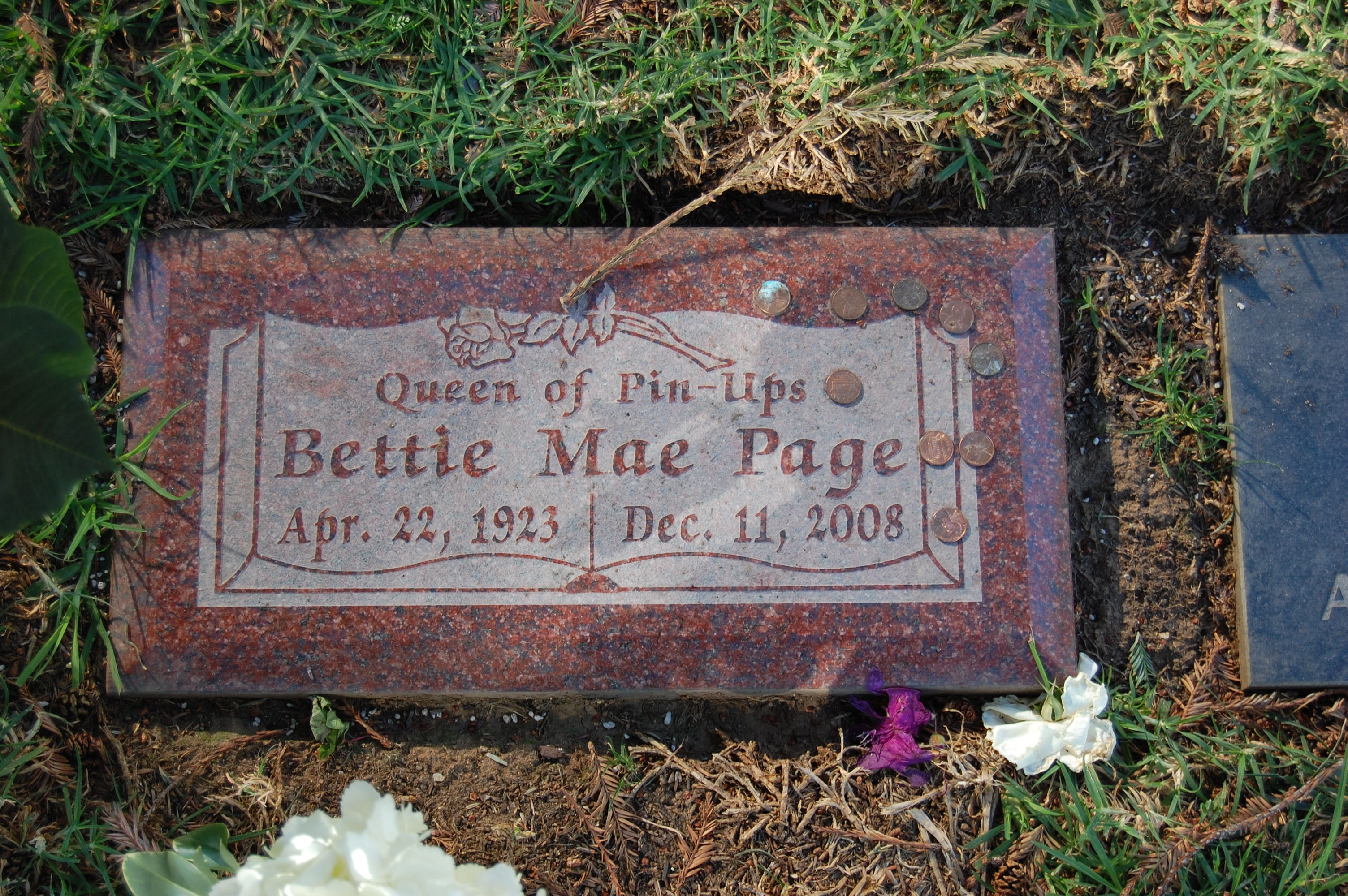
Hrob Bettie Page ve Westwood Village Memorial Park Cemetery

Další biografie, The Real Bettie Page: The Truth about the Queen of Pinups („Opravdová Bettie Page: Pravda o královně pin-up modelek“), kterou v roce 1997 napsal Richard Foster, vypráví jiný, méně šťastný příběh jejího života po jejím odchodu do ústraní. Kniha narazila na velký odpor u jejích fanoušků, mezi jiným u Hugha Hefnera a Harlana Ellisona. Bettie Page řekla, že Fosterova biografie je „plná lží“. Kritiku sklidilo i Fosterovo zveřejnění policejní zprávy z kanceláře šerifa Los Angeles County, ve kterém se píše, že Bettie Page trpí paranoidní schizofrenií. Dle zprávy při záchvatu schizofrenie pobodala 19. dubna 1979 pronajímatele svého bytu.
Bettie Page se stranila veřejnosti a žila v ústraní na neznámém místě v Kalifornii. Uprostřed listopadu 2008 byla s plicními problémy převezena do nemocnice. Na začátku prosince upadla po srdeční příhodě do kómatu. Zemřela 11. prosince v Los Angeles ve věku 85 let po týdenním bezvědomí. Je pohřbená na losangeleském hřbitově Westwood Village Memorial Park Cemetery.

## Znovuobjevení sexuálního symbolu

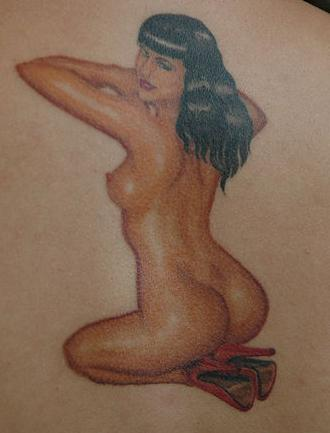
Tetování inspirované Bettie Page

V roce 1976 zveřejnilo nakladatelství Eros Publishing sbírku A Nostalgic Look at Bettie Page, která byla ohlédnutím za jejími fotografiemi v 50. letech. Mezi lety 1978 a 1980 publikovalo nakladatelství Verlag Belier Press ve čtyřech svazcích sbírku fotografií s titulem Betty Page: Private Peeks, které vznikly převážně v soukromých fotografických spolcích; představily Bettie Page nové (ač zatím poměrně malé) skupině obdivovatelů. V 1983 následovalo nové vydání jejích fotografií z fotografických spolcích v London Enterprises, In Praise of Bettie Page – A Nostalgic Collector’s Item.
Na začátku 80. let byla předlohou pro milenku komiksové postavy Cliffa Secorda, který byl hlavním hrdinou v později zfilmované sérii Rocketeer kreslíře Davea Stevense. V roce 1987 byl Gregem Theakstonen založen fanzin se jménem The Betty Pages, ve kterém byly zveřejňovány anekdoty z jejího života, zejména z dob jejího působení ve fotografických spolcích. V následujících sedmi letech o ni časopis vzbudil zájem po celém světě. Styl jejího oblékání a především její účes začaly ženy znovu napodobovat. Média si všimla nadšení pro Bettie Page, vznikaly o ní nové články v časopisech. Protože na její fotografie prakticky nebyla autorská práva, začaly se používat na zhodnocení jiných výrobků a objevila se snaha vydělat na znovu vzniklé popularitě.
Uprostřed 90. let byla portrétována v televizních pořadech Lifestyles of the Rich and Famous a Entertainment Tonight. Ve The Betty Page Annuals V.2 s ní vyšel rozhovor. V roce 1994 vydala Yeagerová autorizovanou knihu se zhruba 100 fotografiemi a krátkou biografií a ilustrátor Jim Silke v roce 1995 upravil fotografie ve velkém formátu. Dále vydal Dark Horse Comics, komiksovou sérii, ve které byla zveřejněna fiktivní, z části erotická dobrodružství Bettie Page. Nakladatelství Eros Comics vydalo taktéž příběhy s Bettie Page, z nichž nejznámější bylo ironické vyprávění Tor Loves Bettie, což byla smyšlená aféra s wrestlerem a hercem Torem Johnsonem (hrál mj. v mnoha filmech Eda Wooda).
Vydání obou biografií v letech 1996 a 1997, následné rozhovory, jakož i účast Hefnera a dalších prominentních osob v diskuzi o jejím duševním zdraví, zvětšilo zájem veřejnosti o Page. V roce 1997 odvysílala televize E!: Entertainment Television v rámci své dokumentární série E! True Hollywood Story díl o Page pojmenovaný Bettie Page: From Pinup to Sex Queen („Bettie Page: Od pin-up modelky po sexuální královnu“). Dále byly krátké filmy, ve kterých hrála, vydány na DVD, například Bettie Page: Varietease/Teaserama nebo Betty Page in Bondage.
V roce 2003, kdy se dožila 80 let, o ní vyšlo mnoho článků v novinách a časopisech, které vzpomínaly na ni a na její vliv na tehdejší populární kulturu a sexuální revoluci, čímž se vzbudil zájem o její osobu i mimo subkultury jako rockabilly, emo scénu, různé fetišisty, a znovu se upřela pozornost na ni jako na bývalou modelku a sexuální symbol. V roce 2004 byl natočen biografický film Bettie Page: Dark Angel od Nico B. s fetišistickou modelkou Paige Richards jako Bettie Page v hlavní roli, jenž se zabývá posledními třemi roky její kariéry v New Yorku. V roce 2005 byl natočen biografický film Ta známá Bettie Page (The Notorious Bettie Page) v režii Mary Harronové, který se zabývá životem Bettie Page od 30. do poloviny 50. let. Hlavní roli dospělé Bettie Page ztvárnila herečka Gretchen Mol. Výrobce kytar Halo Custom Guitars a Page spolupracovali v roce 2007 ve výrobě limitované série sta kytar.

## Vliv

### Vliv na sexuální revoluci

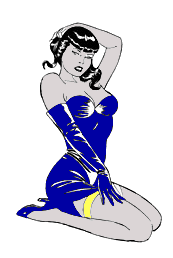
Pin-up s Bettie Bangs, typickým účesem Bettie Page, stvořeného Irvingem Klawem

Bettie Page byla žádaná především pro svoji přirozenost před kamerou a nekomplikované zacházení s nahotou v letech po druhé světové válce, kdy v USA vládla prudérní morálka, a stala se veřejnou osobou. Vystupovala i v televizi, což se do té doby nepodařilo žádné jiné pin-up girl, a v médiích byla oslavována jako Královna pin-up. Do té doby jen trpěné pin-up, jejichž význam se zvýšil ve válečných letech, kdy američtí vojáci bojovali v zámoří a pin-up silněji vstoupily do povědomí veřejnosti, Bettie Page, která byla veřejností převážně vnímána jako All-American-Girl („holka odvedle“), vystoupila do popředí. Tím vyšlapala cestu sexuálně svobodným ženám, které ale přesto působí nevinně a které ostatním ženám se silným sexappelaem, například Marilyn Monroe, otevřela cestu ke společenskému uznání. Bettie Page svůj vliv na sexuální revoluci vnímala ale úplně jinak, jak řekla v jednom interview: „Říká se, že jsem sexuální ikonou a začala jsem sexuální revoluci, a já pouze pózovala nahá. Moje sexuální aktivita nebyla nikdy menší než během mých sedmi let v New Yorku.“
Fotografie s ní, především s tématem fetiše a bondage, které v dnešní době působí spíše jako kýče, vyvolaly v Eisenhowerově éře pozdvižení. V polovině padesátých let ji měla vyslýchat speciální komise amerického Senátu, která se zabývala tehdejší představou pornografie a jejím zhoubným vlivem na mládež. Komise ji nakonec nepředvolala, soud ale mnoho jejích snímků se sadomasochistickou tematikou zničit a negativy, které nybyly zničeny, bylo ještě mnoho následujících let ilegální používat.
Vyšetřování vyvolalo zvýšený zájem o její akty a její fetišistické role jako královny džungle, pokojských, domin či zdravotních sester, nicméně nezměnilo její pozitivní vnímání v očích veřejnosti.

### Vliv na kulturu

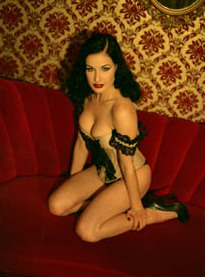
Americká burleskní tanečnice Dita Von Teese se také nechala inspirovat Bettie Page

Její styl erotiky je viditelný v mnoha žánrech a subkulturách, například v mnoha komiksových postavách, stejně tak v různých komunitách rockabilly, psychobilly, gothicu, punku a BDSM. Mimo reklamy na cigarety a reklamní články se v řadě filmů objevily scény, texty nebo kostýmy, které přímo odkazovaly na Page, mimo jiné šlo o Pulp Fiction, Dům tisíce mrtvol a The Crying Game.
Bettie Page byla od 70. let častým motivem ilustrací a komiksů, například v Jungle Betty Serie od Dave Stevense a Clara Noche Serie od Trillo Maicas & Bernet, byla též inspirací pro postavy Poison Ivy a Emily Strange. Její obdivovatelé vytvořili stovky kreseb a zpracování jejích fotografií počítačovými technikami, její typické pózy z pin-up fotografií byly použity pro tetování, street art i v reklamách. Ve vzpomínkách na Bettie Page je důležitý především její nezaměnitelný účes Bettie Bangs, přičemž její pózy a mimika se mění. Inspirovala mnoho umělců, kteří se zabývají fetišem, například kreslířku pin-up Oliviu de Berardinis.
O Bettie Page bylo složena také řada písní: Paul Spencer ji a její fotografie v albu The Whole Shebang uctil písní „Bettie Page“, heavy metalová skupina Bile na ni v albu Sex Reflex (2000) vzpomněla v písni „Bettie Page“, kde připomenula její havraní vlasy. Dále hudební skupina Royal Crown Revue (The Contender, 1998) v nahrávce „Port-Au-Prince (Travels with Bettie Page)“ připomněla její život na Haiti. The Creepshow ji v roce 2006 připomněli v albu Sell Your Soul textem „She’s a horrorbilly Bettie Page in the flesh“ z „Psycho Ball And Chain“. Německá skupina Die Ärzte vzpomněla na Bettie Page v písni Mondo Bondage textem Bitte, sei mir meine Betty oder Gwendoline („Prosím, buď mojí Bettie či Gwendoline“).
Z textů písní byly také sestaveny kompilace, které ji oslavují, jejichž výběr se vztahuje k její činnosti v burleskách či odkazují na hudbu z 50. let. Příkladem jsou Betty Page: Danger Girl Burlesque Music či Back to the 50’s: A Betty Page Tribute, které vyšly v roce 1997.
Především Madonna a Katy Perry se mnohokrát inspirovaly z fotografií Bettie Page z 50. let, například špičatými kovovými podprsenkami či hrami s fetišistickými rekvizitami, a obě využily této možnosti otřást občanskou morálkou a tím získat popularitu. Stejně jako Bettie Page v 50. letech tím získaly nejen mužské, ale i ženské fanoušky. Page inspirovala také mnoho módních návrhářů, například Jeana Paula Gaultiera, a byla pramenem inspirace pro rockabilly styl.
Pro vývoj burlesky, striptýzu a neoburlesky mělo účinkování Page velký význam. Její pózy a její eroticky naivní styl, stejně tak její vzhled, jsou mnoha pin-up modelkami a tanečnicemi nové burlesky kopírovány, mezi jiné patří Dita Von Teese, Immodesty Blaize či moderní pin-up modelky Suicide Girls. S fotografiemi a filmy Bettie Page našel fetiš a glamour své nezaměnitelné místo ve vývoji burlesky. Dita Von Teese nazvala Bettie Page v této souvislosti „větrem v jejích třásních.“
V žebříčku nejvíc vydělávajících zesnulých celebrit skončila Bettie Page dle časopisu Forbes v roce na 2018 na 13. místě, když v tomto roce vydělala 7 miliónů dolarů díky ochranným známkám na oblečení, boty, kabelky, spodní prádlo, paruky a DVD.
Po Bettie Page byla pojmenována planetka hlavního pásu (184784) Bettiepage, jež byla objevena v roce 2005.

## Filmy
Kromě filmů z počátku padesátých let vznikly na konci devadesátých let nové filmy o životě Bettie Page a některé starší černobílé filmy byly opětovně vydány na DVD.

### Filmografie
- Striporama (1953)
- Varietease (1954)
- Teaserama (1955)
- Irving Klaw Bondage Classics, Volume I (London Enterprises, 1984)[48]
- Irving Klaw Bondage Classics, Volume II (London Enterprises, 1984)
- 100 Girls by Bunny Yeager (Cult Epics, 2005), dokumentární film ze zákulisí se záběry fotografování Page a jiných pin-up modelek Yagerovou[49]
- Bettie Page: Bondage Queen (Cult Epics, 2005)[50]
- Bettie Page: Pin Up Queen (Cult Epics, 2005),[51] kompilace tanečních představení v burleskách z Striporamy, Varietease a Teaserama, plus The Exotic Dances of Bettie Page
- Bizarro Sex Loops, Volume 4 (Something Weird Video, 2007)
- Bizarro Sex Loops, Volume 20 (Something Weird Video, 2008)

### Filmy o Bettie Page
- 1998: E! True Hollywood Story
- 2004: Taboo: The Beginning of Erotic Cinema
- 2004: Bettie Page: The Girl in the Leopard Print Bikini
- 2004: Bettie Page: Dark Angel
- 2005: Ta známá Bettie Page
- 2012: Bettie Page Reveals All: autorizovaná biografie[52]
- 2013: Bettie Page – Godmother of Striptease. dokumentární film od Marka Moriho, 2013, 58 minut